# Chí Đan
Chí Đan (tiếng Trung: 志丹縣, Hán Việt: Chí Đan huyện) là một huyện thuộc địa cấp thị Diên An (延安市), tỉnh Thiểm Tây, Cộng hòa Nhân dân Trung Hoa. Huyện này có diện tích 3781 km2, dân số năm 2002 là 120.000 người. Các đơn vị hành chính thuộc huyện Chí Đan gồm có 6 trấn (Bảo An, Vĩnh Ninh, Thuận Ninh, Kim Đinh, Đán Bát) và 5 hương (Hạnh Hà, Trương Cừ, Nghĩa Chính, Song Hà, Ngô Bảo, Chỉ Phường).